# 대한민국 임시정부 건국강령 초안
대한민국 임시정부 건국강령 초안은 한국의 독립운동가이자 정치가인 조소앙(본명 조용은, 1887～1958)이 '삼균주의(三均主義)'에 입각하여 독립운동과 건국의 방침 등을 정리한 국한문혼용의 친필문서이다. 2018년 12월 31일 대한민국의 국가등록문화재 제740호로 지정되었다.

## 등록 사유
독립운동가이자 정치가인 조소앙(본명 조용은, 1887～1958)이 ‘삼균주의(三均主義)’에 입각하여 독립운동과 건국의 방침 등을 정리한 국한문혼용의 친필문서이다. 조소앙은 임정(臨政)의 대표적 이론가이자 사상가로, 임시정부 수립에 중심적 역할을 수행하고 광복 직후까지 주요한 지도자로 활동하였다. 조소앙이 기초한 건국강령은 1941년 11월 28일 임시정부 국무회의에서 약간의 수정을 거쳐 원안대로 통과되었으며, 1948년 제헌헌법의 기본적 바탕이 되었다. 이 문서는 대한민국 임시정부가 광복 후 어떠한 국가를 세우려 했는지를 밝혀주는 중요한 자료로, 그가 고심하여 수정한 흔적 등이 그대로 남아있어 더욱 가치가 높다. 조소앙은 광복 후 국회의원 등으로 활약하다 6.25.전쟁 중 납북되었으며, 1989년 '건국훈장 대한민국장'이 추서되었다.

## 참고 문헌
- 대한민국 임시정부 건국강령 초안 - 국가유산청 국가유산포털